# Matthew Rhys
Matthew Rhys, właśc. Matthew Rhys Evans (ur. 8 listopada 1974 w Cardiff) – walijski aktor filmowy, teatralny i telewizyjny.

## Życiorys
Urodził się w Cardiff w Walii, jako syn Helen (z domu Williams), nauczycielki, i Glyna Evansa, dyrektora szkoły. Uczył się w języku walijskim w Ysgol Gynradd Gymraeg Melin Gruffydd w Whitchurch, w Cardiff. Jest absolwentem prestiżowej szkoły wyższej Royal Academy of Dramatic Art (RADA), do której przyjęto go w wieku siedemnastu lat, tuż po tym jak nastoletni Matthew zebrał pochlebne opinie za swój pierwszy sceniczny występ, w szkolnym musicalu, jako Elvis Presley. Na małym ekranie debiutował w serialach kryminalnych telewizji BBC, pierwszym był Back-Up.
W 1998 zwrócił na siebie uwagę rolą w kinowym widowisku Tytus Andronikus u boku Anthony'ego Hopkinsa i Jessiki Lange. Odtąd gra jednocześnie w teatrze; gorąco przyjęta przez krytykę została rola Rhysa u boku Kathleen Turner w nowej inscenizacji Absolwenta, i telewizji, skąd najbardziej kojarzony jest z roli Kevina Walkera, prawnika geja w serialu stacji ABC Bracia i siostry (Brothers and Sisters).
Po roli w Dużej małej Ani Rhysem zainteresowali się producenci innych filmów kinowych, a artysta stał się także aktorem hollywoodzkim. Najpopularniejsze komercyjne filmy Rhysa to Miłość i inne nieszczęścia (Love and Other Disasters, 2006) i The Edge of Love (2008), w którym aktor wcielił się w postać walijskiego poety Dylana Thomasa.
Matthew otrzymał statuetkę BAFTA dla najlepszego aktora walijskiego za rolę w walijskojęzycznym filmie Bydd yn Wrol (ang. Be Brave). Jest także laureatem Nagrody Emmy dla najlepszego aktora w serialu dramatycznym The Americans.

## Życie prywatne
W czerwcu 2007 spotykał się z Sienną Miller. W 2014 związał się z aktorką Keri Russell, z którą ma syna Sama (ur. 2016).

## Filmografia
- 1997: House of America jako Boyo
- 1999: Serce (Heart) jako Sean McCardle
- 1999: Co się przydarzyło Haroldowi S? (Whatever Happened to Harold Smith?) jako Ray Smith
- 1999: Tytus Andronikus (Titus) jako Demetrius
- 2000: Metropolis jako Matthew
- 2000: Szkoła cudotwórców (The Testimony of Taliesin Jones) jako Jonathon
- 2000: Pod wpływem (Sorted) jako Carl
- 2000: Peaches jako Frank
- 2001: Zaginiony świat (The Lost World) jako Edward Malone
- 2001: Duża mała Ania (Very Annie Mary) jako Nob
- 2001: Tabloid jako Darren Daniels
- 2002: Klub porywaczy (The Abduction Club) jako Strang
- 2002: Ostatni raz (Shooters) jako Eddie
- 2002: Dolina cieni (Deathwatch) jako 'Doc' Fairweather
- 2003: Columbo: Columbo Likes the Nightlife jako Justin Price
- 2003: P.O.W. jako Alfie Haines
- 2004: Fałszerski spisek (Fakers) jako Nick Edwards
- 2006: Beau Brummell jako Lord Byron
- 2006: Bracia i siostry (Brothers & Sisters) jako Kevin Walker
- 2006: Miłość i inne nieszczęścia (Love and Other Disasters) jako Peter Simon
- 2007: Dekameron (Virgin Territory) jako Hrabia Dzerzhinsky
- 2008: The Edge of Love jako Dylan Thomas

## Nagrody
- Emmy:
  - Najlepszy aktor w serialu dramatycznym (Zawód: Amerykanin, 2018)